# 懷特德鎮區 (明尼蘇達州卡內貝克縣)
懷特德鎮區（英語：Whited Township）是位於美國明尼蘇達州卡內貝克縣的一個行政鎮區。此鎮區得名自早期地主弗奧里克·奧格爾維·懷特德（Oric Ogilvie Whited）。

## 地方資料
懷特德鎮區的面積為79.46平方千米，當中陸地面積為78.41平方千米，而水域面積為1.05平方千米。根據2020年美國人口普查的數據，當地共有人口897人，而人口密度為每平方千米11.29人。